# Irénée Pelletier
Pour les articles homonymes, voir Pelletier (homonymie).
Irénée Pelletier, né le 17 mars 1939, et mort le 11 février 1994, est un écrivain, professeur et homme politique fédéral du Québec.

## Biographie
Né à Saint-André au Nouveau-Brunswick, il étudie à l'Université Saint-Francis-Xavier d'Halifax où il obtient un B.A. et effectua un Ph.D. en science politique à l'Université de Toulouse en France.
Élu député du Parti libéral du Canada dans la circonscription fédérale de Sherbrooke en 1972, il est réélu en 1974, 1979 et en 1980. Il est défait par le progressiste-conservateur et futur premier ministre du Québec, Jean Charest.
Il est secrétaire parlementaire du ministre de l'Argriculture de 1975 à 1977.